# Трекслертаун (Пенсільванія)
Трекслертаун (англ. Trexlertown) — переписна місцевість (CDP) в США, в окрузі Лігай штату Пенсільванія. Населення — 2382 особи (2020).

## Географія
Трекслертаун розташований за координатами 40°33′31″ пн. ш. 75°35′35″ зх. д. / 40.55861° пн. ш. 75.59306° зх. д. (40.558484, -75.592969).  За даними Бюро перепису населення США в 2010 році переписна місцевість мала площу 5,86 км², з яких 5,77 км² — суходіл та 0,08 км² — водойми. В 2017 році площа становила 5,42 км², з яких 5,34 км² — суходіл та 0,08 км² — водойми.

## Демографія
Згідно з переписом 2010 року, у переписній місцевості мешкало 1988 осіб у 869 домогосподарствах у складі 513 родин. Густота населення становила 339 осіб/км².  Було 993 помешкання (170/км²).
Расовий склад населення:
| - 83,4 % — білих - 8,1 % — азіатів - 4,2 % — чорних або афроамериканців - 0,1 % — корінних американців - 1,8 % — осіб інших рас |

До двох чи більше рас належало 2,5 %. Частка іспаномовних становила 4,8 % від усіх жителів.
За віковим діапазоном населення розподілялося таким чином: 19,5 % — особи молодші 18 років, 66,0 % — особи у віці 18—64 років, 14,5 % — особи у віці 65 років та старші. Медіана віку мешканця становила 36,5 року. На 100 осіб жіночої статі у переписній місцевості припадало 91,7 чоловіків;  на 100 жінок у віці від 18 років та старших — 85,8 чоловіків також старших 18 років.
Середній дохід на одне домашнє господарство  становив 66 785 доларів США (медіана — 61 629), а середній дохід на одну сім'ю — 78 174 долари (медіана — 76 797). За межею бідності перебувало 5,2 % осіб, у тому числі 0,0 % дітей у віці до 18 років та 4,4 % осіб у віці 65 років та старших.
Цивільне працевлаштоване населення становило 1256 осіб. Основні галузі зайнятості: виробництво — 19,8 %, освіта, охорона здоров'я та соціальна допомога — 17,3 %, фінанси, страхування та нерухомість — 17,0 %, роздрібна торгівля — 16,8 %.